# USCGC Mohawk (WPG-78)
Le cinquième USCGC Mohawk (WPG-78) a été construit par Pusey & Jones Corp., à Wilmington dans le Delaware, et lancé le 1er octobre 1934. Il a été mis en service le 19 janvier 1935.

## Service actif
Il a d'abord été affecté à la patrouille et au déglaçage sur les rivières Hudson et Delaware. Au déclenchement de la Seconde guerre mondiale il était stationné à Cape May, dans le New Jersey. Conformément au décret exécutif no 89-29 du 1er novembre 1941, Mohawk a été chargé de servir dans l'United States Navy. Affecté aux opérations d'escorte de l'Atlantique Nord avec la Groenland Patrol, où il a servi pendant toute la guerre, le Mohawk a lancé un total de 14 attaques contre des contacts sous-marins entre le 27 août 1942 et le 8 avril 1945.
Dans la soirée du 27 août 1942, le pétrolier de la flotte USS Laramie (AO-16) (en) est torpillé alors qu'il navigue en convoi à l'extrémité est du détroit de Belle Isle. Il l'escorta Laramie jusqu'au port de Sydney, en Nouvelle-Écosse, le 30 août 1942.
L'un des actes les plus célèbres de Mohawk a été d'être le dernier navire à avoir envoyé par radio au général Dwight D. Eisenhower la veille de l'invasion de la Normandie, la confirmation que le temps allait être suffisamment clair pour continuer. Malheureusement, il a heurté un iceberg peu de temps après l'envoi du message et a subi un trou dans le côté. Après une réparation temporaire au Groenland, Il est retourné aux États-Unis pour des réparations permanentes de la coque.
Mohawk a également survécu à une attaque de tir ami d'avions britanniques. Lors d'une patrouille près de l'Islande, il a été mal identifié par des avions britanniques, qui l'ont bombardé, endommageant le pont principal. Il est retourné à Boston pour des réparations d'urgence.

### Récompenses
- Médaille du service de la défense américaine
- Médaille de la campagne américaine
- Médaille de la campagne Europe-Afrique-Moyen-Orient
- Victoire de la Seconde Guerre mondiale

## Après la guerre
À la fin de la guerre, il a été transféré à son ancien port d'attache de Cape May, après le retrait de son armement de guerre, il a été stationné à Cape May, du 25 novembre au 5 janvier 1946, date à laquelle il s'est rendu à New York en mission spéciale. Il est revenu à Cape May le 19 février 1946. Le 6 avril 1946, Mohawk a reçu l'ordre d'être placé en réserve, avec un équipage réduit.
Mohawk n'a pas été converti en bateau-phare comme d'autres navires de la garde-côtière. Le 8 octobre 1947, il a reçu l'ordre d'être mis hors service et placé en stockage au Coast Guard Yard. Il est déclaré excédentaire le 13 juillet 1948 et mis en vente. Il a été vendu le 1er novembre 1948 à la Delaware Bay and River Pilots Association et a été utilise comme bateau pilote sur la rivière Delaware pendant plus de 30 ans[6].
En 1984, le Mohawk a été acheté par Charles Weymouth de Wilmington. Il a ensuite été réparé par un groupe de bénévoles de la région du Delaware. L' USCG cutter Mohawk Museum a été lancé en 1986 et s'est terminé à la fin des années 1990 pour des raisons inconnues. À la fin des années 1990, Mohawk a été déplacé à Staten Island.
Mohawk a été pris en propriété par Caribbean Transport Lines au lieu d'un remboursement des frais d'amarrage à Staten Island. Le sort du navire a été partagé avec la nation via le programme Preservation911 du National Trust for Historic Preservation en 2001.

## USS Mohawk CGC Memorial Museum
Il a été fondé par le Miami Dade Historical Maritime Museum. Le navire était amarré à Key West, à Truman Waterfront. Mohawk avait été trouvé dans un parc à ferraille de Staten Island par Frans Boetes, alors président et chef de la direction du Mohawk Memorial Museum. Il était là à rouiller depuis plus de 15 ans. Après quelques réparations initiales, il a été remorqué jusqu'à Miami, où d'importantes réparations ont été effectuées, puis jusqu'à Key West où il a été amarré à l'ancienne jetée de la Marine dans le Truman Waterfront.
En 2012, le musée a été contraint à contrecœur de supprimer le Mohawk ou de le couler en tant que récif artificiel en raison du manque de fonds nécessaires pour le sortir de son état de délabrement. Il a finalement été décidé que le sort le plus honorable était de lui donner un dernier devoir en tant que récif commémoratif d'un vétéran au lieu de la ferraille, où il aurait été fondu et vendu.

## USS Mohawk CGC Veterans Memorial Reef
À partir du 16 mai 2012, Mohawk était au port de Fort Myers Beach, en Floride, pour être nettoyé et se préparer à être sabordé à 28 milles marins au large de l'île de Captiva dans son service final en tant que récif artificiel de mémorial des anciens combattants. Il a été coulé le 2 juillet 2012.
Le Mohawk a été le premier récif de navire militaire dédié aux vétérans aux États-Unis d'Amérique. L'USS Mohawk CGC Veterans Memorial Reef a été conçu par Mike Campbell de la division des ressources naturelles du comté de Lee et a fait du sud-ouest de la Floride une nouvelle destination de plongée.

## Galerie
|                         |
| Mohawk durant la guerre |

|                            |
| Mohawk en tant de mémorial |